# زنگدر
زنگدر، روستایی از توابع بخش مرکزی شهرستان شازند در استان مرکزی ایران است.

## جمعیت
این روستا در دهستان کوهسار قرار دارد و براساس سرشماری مرکز آمار ایران در سال ۱۳۸۵، جمعیت آن ۳۴۴ نفر (۷۸خانوار) بوده‌است.